# Corinna, Maine
Corinna är en kommun i Penobscot County i delstaten Maine, USA.